# Мишаковський Віктор Юрійович
Мишако́вський Ві́ктор Ю́рійович (нар. 29 травня 1963, Довбиш, СРСР) — радянський та український військовик, генерал-лейтенант Державної прикордонної служби України, директор департамента персоналу адміністрації ДПС України (з 2014), екс-начальник Південного (2003–2008, 2009–2014) та Північного регіонального управління ДПС України (2008–2009). Лицар Ордена Богдана Хмельницького II та III ступенів.

## Життєпис
Віктор Мишаковський народився у селі Довбиш, що на Житомирщині. У 1984 році закінчив Ульяновське гвардійське вище танкове командне училище. З 1984 по 1987 рік обіймав посади командира танкового взводу та командира розвідувальної роти гвардійської мотострілецької дивізії Прикарпатського військового округу. З 1987 по 1990 рік — командир танкової роти, начальник штабу танкового батальйону гвардійського танкового полку танкової дивізії армійського корпусу Центральної групи військ.
Протягом 1990–1993 років навчався у Військовій академії бронетанкових військ в Москві. Після закінчення навчання протягом чотирьох років перебував на посалах начальника штабу та командира навчального танкового полку гвардійського окружного навчального центру підготовки молодших фахівців (танкових військ) Прикарпатського ВО. З 1997 по 1999 рік — командир танкового полку, начальник штабу танкової дивізії.

## Нагороди
- Орден Богдана Хмельницького II ст. (15 липня 2014) — за особисту мужність і героїзм, виявлені у захисті державного суверенітету та територіальної цілісності України[1]
- Орден Богдана Хмельницького III ст. (24 серпня 2012) — за вагомий особистий внесок у захист державного суверенітету, забезпечення конституційних прав і свобод громадян, зміцнення економічної безпеки держави, зразкове виконання службового обов'язку та з нагоди 21-ї річниці незалежності України[2]
- Медаль «За військову службу Україні» (22 листопада 1997) — За зразкове виконання військового обов'язку, досягнення високих показників у бойовій і професійній підготовці[3]
- Медаль «Захиснику Вітчизни»
- Медаль «10 років Збройним Силам України»
- Медаль «15 років Збройним Силам України»
- Медаль «70 років Збройних Сил СРСР»
- Медаль «За бездоганну службу» III ступеня (СРСР)